# Bámjánské údolí
Bámjánské údolí se nachází ve stejnojmenné provincii v Afghánistánu. Celé údolí je známo především díky řadě buddhistických památek, které se zde nachází. Mezi nejznámější zajisté patřily zdejší obří sochy Buddhů, jejichž počátky sahají do antických dob a které byly zničeny Tálibánem v roce 2001.
Mimo bámjánských Buddhů se jedná především o zdejší rozsáhlý systém jeskynních příbytků, které jsou často zdobeny dosud zřetelnými nástěnnými malbami. V mnoha jeskyních se pak nacházejí pozůstatky větších či menších soch, někdy i s oltářem. Řada jeskyní se tak dá považovat za malé chrámy.

## Světové dědictví
Pro svou mimořádnou hodnotu byly starobylé památky v Bamjánském údolí v roce 2003 zařazeny na Seznam světového dědictví UNESCO pod názvem Cultural Landscape and Archaeological Remains of the Bamiyan Valley, což by se dalo přeložit jako „Kulturní krajina a archeologické pozůstatky v Bámjánském údolí“. Celkem se jedná o osm konkrétních památek. Celková plocha ochranného pásma, které spadá pod ochranu světového dědictví, čítá 341,95 hektarů, přičemž pásmu dominuje okolí bámjánských Buddhů, které zabírá jeho větší část. Ke světovému dědictví bylo Bámjánské údolí přiřazeno hned skrze pět kritérií, a to i, ii, iii, iv, vi.
 Poslechnout si článek · info